# استان کورسک
استان کورسک (به روسی: Ку́рская о́бласть تلفظ: کورسکایا اُبلاست) یکی از واحدهای فدرال روسیه است.
مرکز این استان، شهر کورسک است.
در آغاز سدهٔ ۱۷ در پی خشکسالی مهاجرت بزرگی از روسیه مرکزی به این ناحیه روی داد که باعث رشد منطقهٔ کورسک شد. 
امروزه ۹۶ درصد از جمعیت این استان را روس‌ها تشکیل می‌دهند.